# مصرف الموصل للتنمية والاستثمار
 مصرف الموصل للتنمية والاستثمار هو مصرف عراقي خاص أُسس عام 2001،  يبلغ رأس المال للمصرف 252 مليار دينار في عام 2015.

## عن المصرف
تأسس مصرف الموصل للتنمية والاستثمار كشركة مساهمة برأسمال اسمي مدفوع مقداره 1 مليار دينار عراقي  في 23/8/2001 وحصل المصرف على إجازة ممارسة الصيرفة في الثالث من كانون الأول 2001 الصادرة من البنك المركزي العراقي

## مجلس الادارة
يتولى مجلس أدارة مصرف الموصل للتنمية الأستثمار رسم ووضع السياسات والخطط الادارية والمالية والتنظيمية والفنية اللازمة لسير نشاط المصرف وتحقيق أهدافة والأشراف ومتابعة تنفيذها ويمارس جميع الحقوق والصلاحيات المتعلقة بذلك. كما يتولى المجلس صلاحيات فتح الفروع والمكاتب داخل وخارج العراق وغلقها وأقرار الموازنات التخطيطية والمصادقة على الحسابات الختامية ويشغل السيد تمكين عبد سرحان منصب رئيس مجلس الادارة في مصرف الموصل للتنمية والاستثمار.